# Épisodes d'Undercovers
Cet article présente le guide des épisodes de la série télévisée américaine Undercovers.

## Distribution

### Acteurs principaux
- Boris Kodjoe (VF : Eric Aubrahn) : Steven Bloom
- Gugu Mbatha-Raw (VF : Céline Ronté) : Samantha Bloom
- Ben Schwartz (VF : Alexis Tomassian) : Bill Hoyt
- Mekia Cox (VF : Fily Keita) : Lizzy Gilliam
- Carter MacIntyre (en) (VF : Jérémy Prévost) : Léo Nash
- Gerald McRaney (VF : Patrick Messe) : Carlton Shaw

### Acteurs secondaires
- Nancy Wetzel (VF : Christine Lemler) : Anna
- Brad Grunberg (VF : Bruno Magne) : Charlie
- Jay Scully (en) (VF : Christophe Galland) : Lance (5 épisodes)
- Alan Dale (VF : François Dunoyer) : James Kelvin (5 épisodes)
- Channon Roe (VF : Jean-François Cros) : Larry (3 épisodes)

## Épisodes

### Épisode 1:Agents doubles
- États-Unis : 22 septembre 2010 sur NBC
- France : 21 mai 2011 sur TF1
- Québec : 1er juin 2012 sur Séries+

- États-Unis : 8,57 millions de téléspectateurs[1]

### Épisode 2:Une couverture pour deux
- États-Unis : 29 septembre 2010 sur NBC
- France : 21 mai 2011 sur TF1
- Québec : 8 juin 2012 sur Séries+

- États-Unis : 7,236 millions de téléspectateurs[2]

### Épisode 3:Le Décodeur
- États-Unis : 6 octobre 2010 sur NBC
- France : 28 mai 2011 sur TF1
- Québec : 15 juin 2012 sur Séries+

- États-Unis : 6,381 millions de téléspectateurs[3]

### Épisode 4:Au plus offrant
- États-Unis : 13 octobre 2010 sur NBC
- France : 28 mai 2011 sur TF1
- Québec : 22 juin 2012 sur Séries+

- États-Unis : 5,933 millions de téléspectateurs[4]

### Épisode 5:Jamais sans ma fille
- États-Unis : 20 octobre 2010 sur NBC
- France : non-diffusé
- Québec : 29 juin 2012 sur Séries+

- États-Unis : 5,9 millions de téléspectateurs[5]

### Épisode 6:Vacances à l'italienne
- États-Unis : 27 octobre 2010 sur NBC
- Québec : 6 juillet 2012 sur Séries+

- États-Unis : 5,449 millions de téléspectateurs[6]

### Épisode 7:Attentat au sommet
- États-Unis : 3 novembre 2010 sur NBC
- Québec : 13 juillet 2012 sur Séries+

- États-Unis : 5,913 millions de téléspectateurs[7]

### Épisode 8:Terrain miné
- États-Unis : 10 novembre 2010 sur NBC
- Québec : 20 juillet 2012 sur Séries+

- États-Unis : 5,132 millions de téléspectateurs[8]

### Épisode 9:Trou de mémoire
- États-Unis : 1er décembre 2010 sur NBC
- Québec : 27 juillet 2012 sur Séries+

- États-Unis : 4,818 millions de téléspectateurs[9]

### Épisode 10:Les Faux Monnayeurs
- États-Unis : 22 décembre 2010 sur NBC
- Québec : 3 août 2012 sur Séries+

- États-Unis : 4,21 millions de téléspectateurs[10]

### Épisode 11:Vacances forcées
- États-Unis : 29 décembre 2010 sur NBC
- Québec : 10 août 2012 sur Séries+

- États-Unis : 4,46 millions de téléspectateurs[11]

### Épisode 12:Dangereuses liaisons
- États-Unis : non-diffusé
- Québec : 17 août 2012 sur Séries+

### Épisode 13:Au nom de la vérité
- États-Unis : non-diffusé
- Québec : 24 août 2012 sur Séries+